# Юган Густаф Ренат

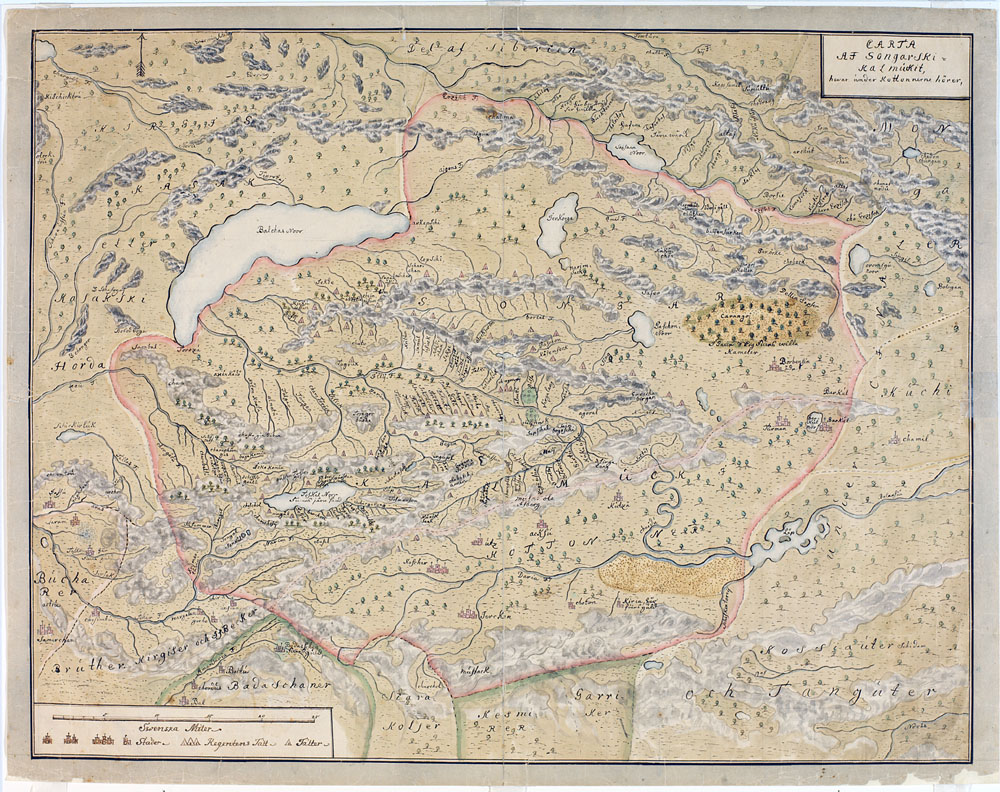
Одна з двох карт, складених Юганом Густафом Ренатом

Юган Густаф Ренат (швед. Johan Gustaf Renat; 1682, Стокгольм, Швеція — 1744, Стокгольм, Швеція) — шведський військовослужбовець та картограф. Відомий як перший європеєць, що склав детальну карту Джунгарії та Східного Туркестану.

## Життєпис

### Початок військової кар'єри та полон
Був нащадком голландських євреїв.
Ренат служив у армії Карла ХІІ під час Великої Північної війни штик-юнкером. Потрапив у полон під час Полтавської битви 1709 року. Разом з іншими 20 тисячами полоненими був відправлений до Москви, а потім — у Тобольськ. У 1716 році брав участь у звільненні Ямишевської фортеці, яку взяли в облогу джунгари. Тоді був узятий у полон обозами хана Цевана Рабдана та переправлений у Кульджу.

### Джунгарський полон та повернення до Швеції
Ренат перебував у джунгарському полоні на службі у ханів Цевана Рабдана та Галдан-Церена 17 років. За його безпосередньої участі були побудовані артилерійські, збройні та гірничодобувні заводи. Діяльність Рената на службі у Джунгарському ханстві сприяло збільшенню його військової міці у війні з маньчжурами. За це йому було обіцяно звільнення.
У 1733 році Ренат разом з російським посольством виїхав до Москви, а звідти у 1734 році повернувся до Швеції. За роки перебування у Джунгарії Юган Густаф Ренат одружився з однією зі шведських полонянок, Бригітою Шерзенфельд, накопичив значні статки, мав трьох калмицьких служниць. У Стокгольмі Ренат придбав будинок у Старому місті та повернувся на військову службу в рідній країні. У 1739 році став капітаном.
Помер у 1744 році в Стокгольмі.

## Картографічна діяльність
Дві карти Джунгарії, складені Юганом Густафом Ренатом, були створені ним частково за описами, частково за особистими спостереженнями. Довгий час вони не були відомими широкому загалу, поки у 1878 році Август Стріндберг не знайшов їхні копії у Королівській бібліотеці. Через десять років оригінали карт були віднайдені у фондах Уппсальського університету. Там вони зберігаються і досі.

## Образ у художній літературі
Юган Густаф Ренат — один з головних героїв роману Олексія Іванова «Тобол» 2017 року та однойменної екранізації 2018 року.